# Șalankî, Vînohradiv
Șalankî (în ucraineană Шаланки) este o comună în raionul Vînohradiv, regiunea Transcarpatia, Ucraina, formată numai din satul de reședință.

## Demografie
Componența lingvistică a comunei Șalankî
     Maghiară (89,61%)
     Ucraineană (9,74%)
     Alte limbi (0,64%)
Conform recensământului din 2001, majoritatea populației comunei Șalankî era vorbitoare de maghiară (89,61%), existând în minoritate și vorbitori de ucraineană (9,74%).